# Sternoptyx diaphana
Sternoptyx diaphana es un pez que pertenece a la familia Sternoptychidae.

## Descripción
Sternoptyx diaphana es un pez pequeño de 45 milímetros (1,8 pulgadas), con cuerpo comprimido. La boca es casi vertical, el hocico es corto y los ojos son grandes. La aleta dorsal tiene de 9 a 12 radios blandos y la aleta anal 13 a 14. Posee fotóforos detrás y debajo del ojo y en la cubierta de la papada. La región dorsal es oscura, los flancos son plateados y las aletas transparentes.

## Hábitat
Sternoptyx diaphana se encuentra en aguas las templadas y tropicales de todos los océanos del mundo. Su profundidad varía de 300 a 1500 metros (1000 y 5000 pies), pero se encuentra con mayor frecuencia entre 600 y 900 metros (2000 y 3000 pies), donde la temperatura del agua está entre 4 a 11 °C (39 a 52 °F).